# Lovejoy
 en:Lovejoy, Tv- og romanserie af John Grant
Lovejoy er et britisk indie-rockband dannet i 2021 i Brighton. Det består af Wilbur Soot (forsanger, guitar) Ash Kabosu (bas), Joe Goldsmith (trommer) og Mark Boardman (guitar).
Bandet blev oprettet af Wilbur som er hoved vokalist og da han kendte Joe fra hans tidligere bands sluttede de sig til. Ash mødte han på en smash burger, hvor han spurgte om han ville tilslutte sig bandet, hvor han sagde ja. Joe som hoved guitarist og Ash som bassist. Da bandet manglede en trommeslager hyrede de Mark fra Fiverr og de virkede godt sammen så han sluttede sig også til bandet.
Bandet debuterede med ep'en Are You Alright? den 8. maj 2021. De udgav deres første album Pebble Brain den 14. oktober 2021.
- Wake Up & It’s Over er Lovejoy’s tredje EP, som debuterede den 12 Maj, 2023, næsten to år efter deres sidste store projekt 'Pebble Brain'.

- Wake Up & It’s Over kom på top 5, hvilket er det højeste en Lovejoy EP eller single har opnået.

- Den førende single fra Wake Up & It’s Over er “Call Me What You Like” som debuterede den 10 februar 2023.

EP'en er en global succes og kom i Storbritannien kom den op på nummer 32.
- Normal People Things, som er Lovejoys nyeste single, kom ud den 6. oktober 2023.

 Der er for få eller ingen kildehenvisninger i denne artikel, hvilket er et problem. Du kan hjælpe ved at angive troværdige kilder til de påstande, som fremføres i artiklen.